# مطار أحمد ياني الدولي
مطار أحمد ياني الدولي (بالإندونيسية: Bandar Udara Internasional Achmad Yani)(إياتا:  SRG ، إيكاو:  WAHS) هو المطار الرئيسي لخدمة مدينة سمارانغ في جزيرة جاوة في إندونيسيا. وتعود تسمية المطار نسبة إلى أحد بطل الثورة الإندونيسية، أحمد ياني. كان في عام 2018 أحد أسرع المطارات نموًا في العالم من حيث نسبة الركاب.

## خطوط وشركات الطيران

### الركاب
| شركـات طيـران         | الوجهات                                                                             |
| --------------------- | ----------------------------------------------------------------------------------- |
| Batik Air             | مطار حليم بيردانكوسوما الدولي، مطار سوكارنو هاتا الدولي                             |
| سيتي لينك             | Banjarmasin، مطار حليم بيردانكوسوما الدولي، مطار سوكارنو هاتا الدولي، Pangkalan Bun |
| غارودا إندونيسيا      | مطار سوكارنو هاتا الدولي                                                            |
| ليون إير              | Balikpapan، Banjarmasin، مطار سوكارنو هاتا الدولي، Makassar                         |
| NAM Air               | Pangkalan Bun                                                                       |
| خطوط سريويجايا الجوية | Makassar                                                                            |
| Super Air Jet         | مطار هانغ نديم الدولي، مطار سوكارنو هاتا الدولي                                     |
| Wings Air             | مطار نغوراه راي الدولي، مطار كيتابانغ، Pangkalan Bun                                |

### الشحن
| شركـات طيـران       | الوجهات                                                           |
| ------------------- | ----------------------------------------------------------------- |
| Asia Cargo Airlines | مطار سوكارنو هاتا الدولي، مطار شانغي سنغافورة                     |
| My Indo Airlines    | مطار سوكارنو هاتا الدولي، مطار شانغي سنغافورة، مطار جواندا الدولي |

## النقل البري
1. الباصات
2. سيارة أجرة

## وصلات خارجية
(بالإندونيسية) الموقع الرسمي للمطارأحمد ياني الدولي